# Hiromi Kojima (fodboldspiller, født 1989)
Hiromi Kojima (født 27. oktober 1989) er en tidligere japansk fodboldspiller.
Han har spillet for flere forskellige klubber i sin karriere, herunder FC Gifu.